# تيريزا رومان فيليز
تيريزا رومان فيليز (بالإسبانية: Teresita Román de Zurek)‏ هي طاهية كولومبية، ولدت في 1925.